# Il segno dello zodiaco
Il segno dello zodiaco è stato un complesso musicale piemontese degli anni settanta, che ha iniziato l'attività nel decennio precedente con la denominazione I Fratelli.

## Storia della band
Il complesso viene fondato a Biella nel 1966 e poiché è formato da tre fratelli (chitarra, batteria, basso), ai quali si unirà successivamente un quarto musicista (organo), verrà scelto il nome «I Fratelli».
Inizia ad esibirsi in tutto il Piemonte e poi nel nord Italia, e nel 1967 viene messo sotto contratto dalla CGD, che fa debuttare i musicisti l'anno successivo.
Dopo altri 45 giri, tra cui una cover di A Salty Dog dei Procol Harum intitolata Il marinaio, il complesso decide di cambiare il nome ribattezzandosi Il segno dello zodiaco e passando dal beat al melodico altresì firmando un nuovo contratto con la Ri-Fi.
Il complesso incide altri 45 giri e nel 1973 partecipa a Un disco per l'estate con Sole rosso, composta a quattromani da Gianni Borra con Ezio Leoni, riuscendo a superare la prima fase.
Nel 1974 per Il segno dello zodiaco è la volta del primo album (omonimo), in cui in alcuni brani il sound del complesso si avvicina al rock progressive: Toccata e fuga in re minore (rielaborazione in chiave rock del brano di Johann Sebastian Bach), Dormi cara e Mio padre sono alquanto rappresentative.
Nel 1976 entrano nella formazione Mino Vergnaghi, Claudio Botto Fiora e Franco Finotti e il complesso decide di incidere la cover di un grande successo del 1940 di Carlastella dal titolo Parlami sotto le stelle (musica di Michele Menichino e Leonardo Marletta; versi di Aldo Guantini), che ottiene un buon successo e dà il titolo al secondo album, pubblicato nel 1977 e molto più melodico rispetto al primo.
Il segno dello zodiaco cerca di bissare il successo con la stessa formula, proponendo una nuova cover, questa volta di una canzone del 1964 tratta dal repertorio di Peppino Gagliardi, Questa sera non ho pianto (musica di Ezio Leoni, versi di Mogol); l'anno successivo però, dopo la separazione da Vergnaghi - che decide di dedicarsi alla carriera solista - la band prende la strada dell'estero per una serie di impegni contrattuali proseguendo l'attività concertistica per dieci anni ancora in Svizzera, Austria, Germania, Finlandia e Norvegia.
Nel 2018, edito da AnniVerdi Associazione Artistica, viene pubblicato il libro "Quei Fratelli del Segno dello Zodiaco" scritto dal giornalista Giorgio Pezzana che ripercorre con Gianni Borra, leader del gruppo, la storia della formazione, il percorso discografico, le esibizioni live in Italia e all'estero.

## Formazione
- Gianni Borra: voce, pianoforte, flauto
- Luciano Borra: basso, cori
- Luigi Borra: batteria, cori
- Franco Finotti:Chitarra, cori
- Mino Vergnaghi: voce, chitarra
- Claudio Botto Fiora:tastiere, voce, cori

## Discografia

### I Fratelli

#### Singoli
- 1968: Il sole/Bambino quando dormi (CGD, N 9702)
- 15 settembre 1969: Il marinaio/Marilù (CGD, N 9739)
- 1970: Arizona/Lasciami vedere il sole (CGD, N 9790)

#### Partecipazioni
- 1969: Le canzoni del "Disco per l'estate" (CGD, FG 5058; album con altri artisti della CGD, tra cui Mario Tessuto e Mini Molly; i Fratelli eseguono Simone Simonette e Sole)

### Discografia come Il segno dello zodiaco

#### Album in studio
- 1974: Il segno dello zodiaco (Ri-Fi, RDZ ST 14237)
- 1977: Parlami sotto le stelle (Ri-Fi, RDZ ST 14284)

#### Singoli
- 1972: Un sorriso/Odissea (Ri-Fi, RFN NP 16493)
- 1972: Odissea/Delta Queen (Ri-Fi, RFN NP 16517)
- 1973: Sole rosso/Cuore arido (Ri-Fi, RFN NP 16533)
- 1974: Un attimo di gelosia/Hai mai visto (Ri-Fi, RFN NP 16576)
- 1975: E mi guardi/Io, io, io (Ri-Fi, RFN NP 16617)
- 1976: Parlami sotto le stelle/Boogie Boogie Bump (Ri-Fi, RFN NP 16661)
- 1977: Questa sera non ho pianto/Noi di più (Ri-Fi, RFN NP 16712)

##### Singoli pubblicati all'estero
- 1978: Parlami sotto le stelle/Boogie Boogie Bump (Micsa Microfon, 260 4399; stampato in Argentina)